# Ca n'Alzamora
Ca n'Alzamora és un edifici del municipi de Rubí (Vallès Occidental) protegit com a bé cultural d'interès local.

## Descripció
És una masia reformada al segle xvii que consta de dos cossos adossats, d'estructura rectangular i teulat a dues vessants. Per sobre de la façana principal, s'alça una cornisa on hi ha una petita figura de terracota. A la façana principa,l s'obren quatre finestres al primer pis i tres a la planta baixa que estan rematades en pedra. Algunes tenen decoració gòtica i en la finestra central, apareix un blasó d'un avantpassat. Sota la finestra central hi ha la porta d'entrada de punt rodó, decorada amb fals adovellat imitant la pedra.

## Història
Les primeres dades que es coneixen són del 1299, època en què s'anomenava Mas Mestre. Posteriorment es va dir Mas Argelagués. Alzamora és una denominació que ve de l'àrab i significa «la rodejada». Al segle xiv pertanyia a Santa Maria de Campanyà i el 1400 a Sant Ciprià d'Aqualonga. Més tard, va pertànyer a Sant Cugat i des del 1885 a la parròquia de Rubí.